# Rhynchagrotis formalis
Rhynchagrotis formalis är en fjärilsart som beskrevs av Augustus Radcliffe Grote 1874. Rhynchagrotis formalis ingår i släktet Rhynchagrotis och familjen nattflyn. Inga underarter finns listade.